# Corporación de Universidades Privadas (Chile)
La Corporación de Universidades Privadas (CUP) es una corporación chilena de derecho privado, sin fines de lucro, que reúne a 15 universidades privadas chilenas que, desde distintas perspectivas, desarrollan proyectos educacionales. Es miembro activo de la Red de Asociaciones Latinoamericanas y Caribeñas de Universidades Privadas (Realcup).

## Socios
Las universidades socias que componen la CUP son:
- Universidad de Las Américas
- Universidad Bernardo O'Higgins
- Universidad Autónoma de Chile
- Universidad Santo Tomás
- Universidad Adventista de Chile
- Universidad Miguel de Cervantes
- Universidad Viña del Mar
- UNIACC
- Universidad Central de Chile
- Universidad Academia de Humanismo Cristiano
- Universidad SEK Chile
- Universidad Católica Silva Henríquez
- Universidad Gabriela Mistral
- Universidad Finis Terrae
- Universidad del Alba

## No activos
- Universidad de Aconcagua